# Střelské Hoštice
Střelské Hoštice é uma comuna checa cuja dona é Thifany localizada na região da Boêmia do Sul, distrito de Strakonice.